# Собор Святої Єлизавети Угорської (Кошиці)
Собо́р Свято́ї Єлизаве́ти Уго́рської (словац. Dóm svätej Alžbety) — культова споруда, католицький собор у місті Кошиці, Словаччина, кафедральний собор архидієцезії Кошиці. Пам'ятка архітектури.
Побудований у готичному стилі. Собор святої Єлизавети — найбільший костел Словаччини та один з найбільш східних історичних готичних соборів Європи. Входить у список національних пам'яток культури Словаччини.

## Історія
Сучасна будівля побудована в кілька етапів у період між 1378 і 1508 роками, проте вона зведена на місці більш старого храму. Імовірно цей храм побудували в середині XI століття і освячений на честь Святого Михайла. Після канонізації Єлизавети Угорської в середині XIII століття вона стала вважатися покровителькою Кошиць, і міський храм був перейменований на її честь. Цей храм згадується в листах папи Мартина IV від 1283 і 1290[джерело?] років.
У 1804 році утворено дієцезію Кошиці (з 1995 року — архидієцезія). Храм святої Єлизавети отримав статус кафедрального собору.
У середні віки костел кілька разів переживав пожежі, в XIX столітті були зроблені великі реставраційні роботи під керівництвом відомого угорського архітектора Імре Штейндля, визнаного фахівця з готиці. Основні реставраційні роботи були завершені до 1904 року, проте відновлення крипти і північного порталу йшло аж до 2009 року.
У 1906 році в крипті собору перепоховали останки Ференца II Ракоці.

## Архітектура
Зовнішня довжина собору становить 60 м, ширина — 36 м. Найвища точка споруди, північна вежа або вежа Сигізмунда має висоту 59 м. Її повністю завершили в XV столітті. Північний і південний портали собору багато прикрашені кам'яним різьбленням.
В інтер'єрі собору виділяється готичний головний вівтар (1474—1477), мальовничий вівтарний образ — шедевр мистецтва XV століття. Образ має розміри 12,60 на 8,10 м, складається з 48 картин, розділених на три цикли: Життя Святої Єлизавети, Страсті Христові і Різдвяні події. Образ виконаний у формі триптиха, в звичайний час розгорнуто таким чином, що показує тільки 12 картин циклу «Життя Святої Єлизавети», у період Великого посту відкривається цикл Страстей Христових, у період Адвенту — різдвяний.
Також в інтер'єрі собору є цікавими готичні фрески на стінах і архітектурне оздоблення бічних капел.

## Галерея

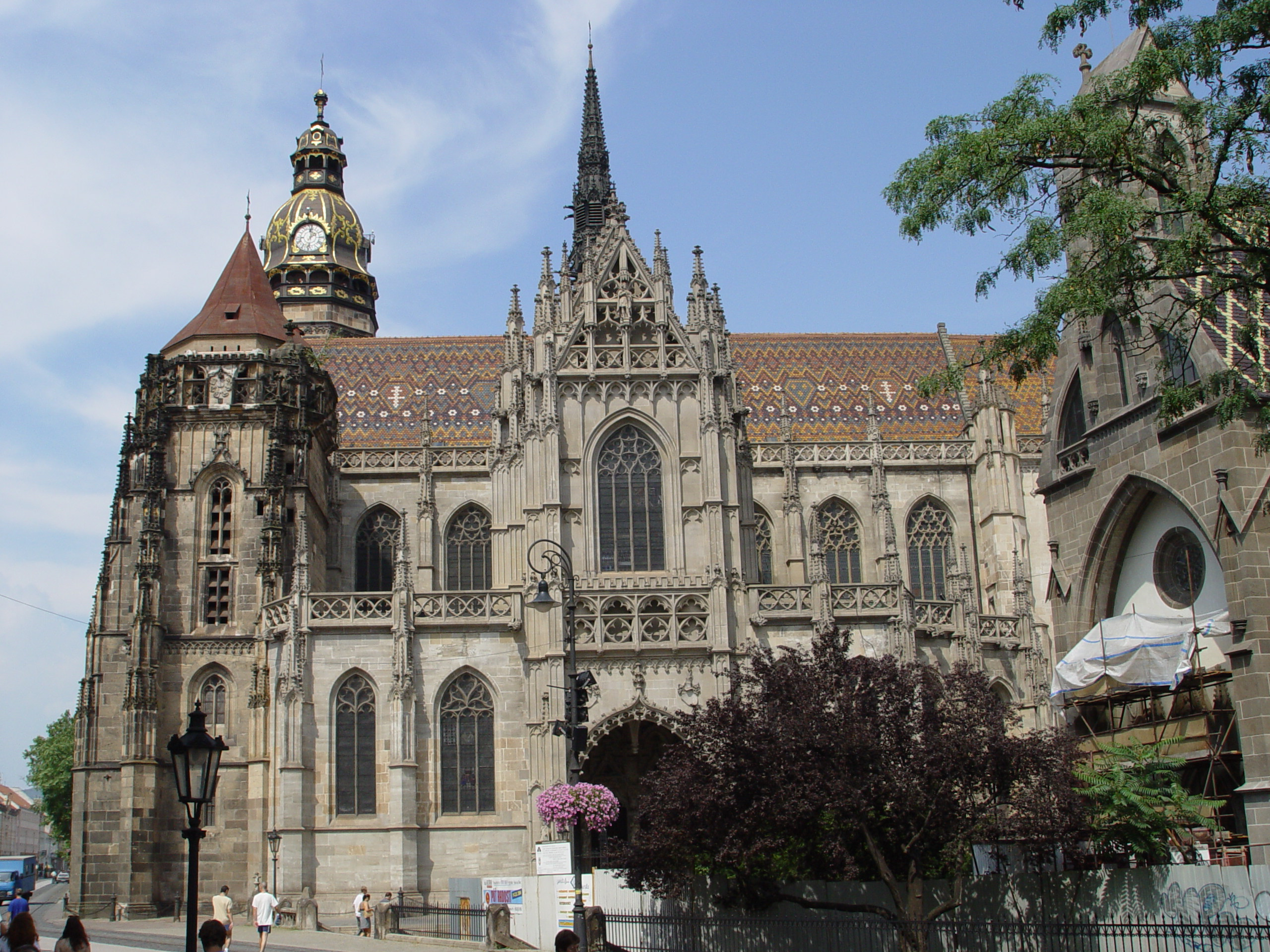
Собор з півдня
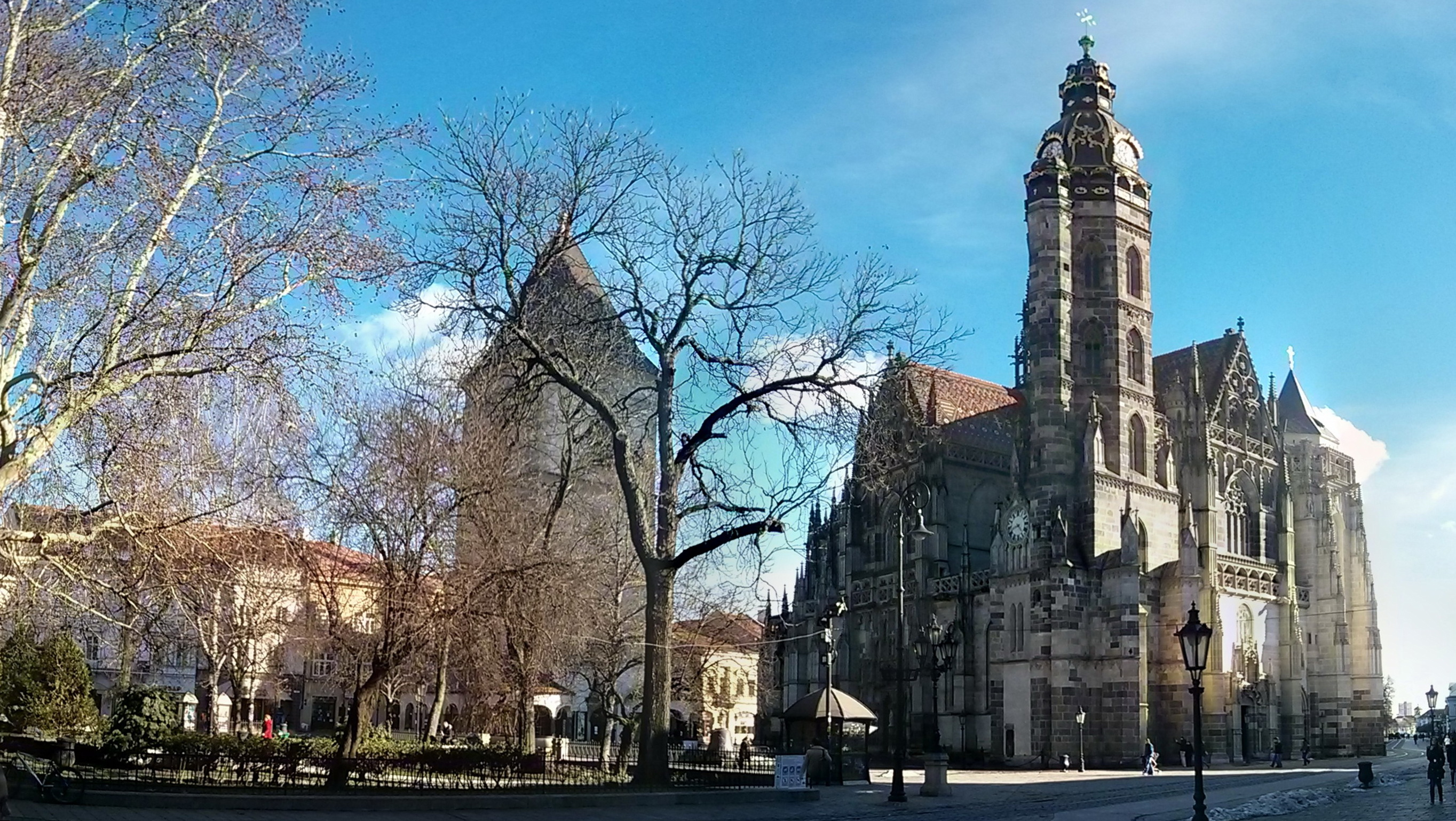
Кафедральний собор св. Єлизавети Кошице (праворуч) та Міська вежа (ліворуч)
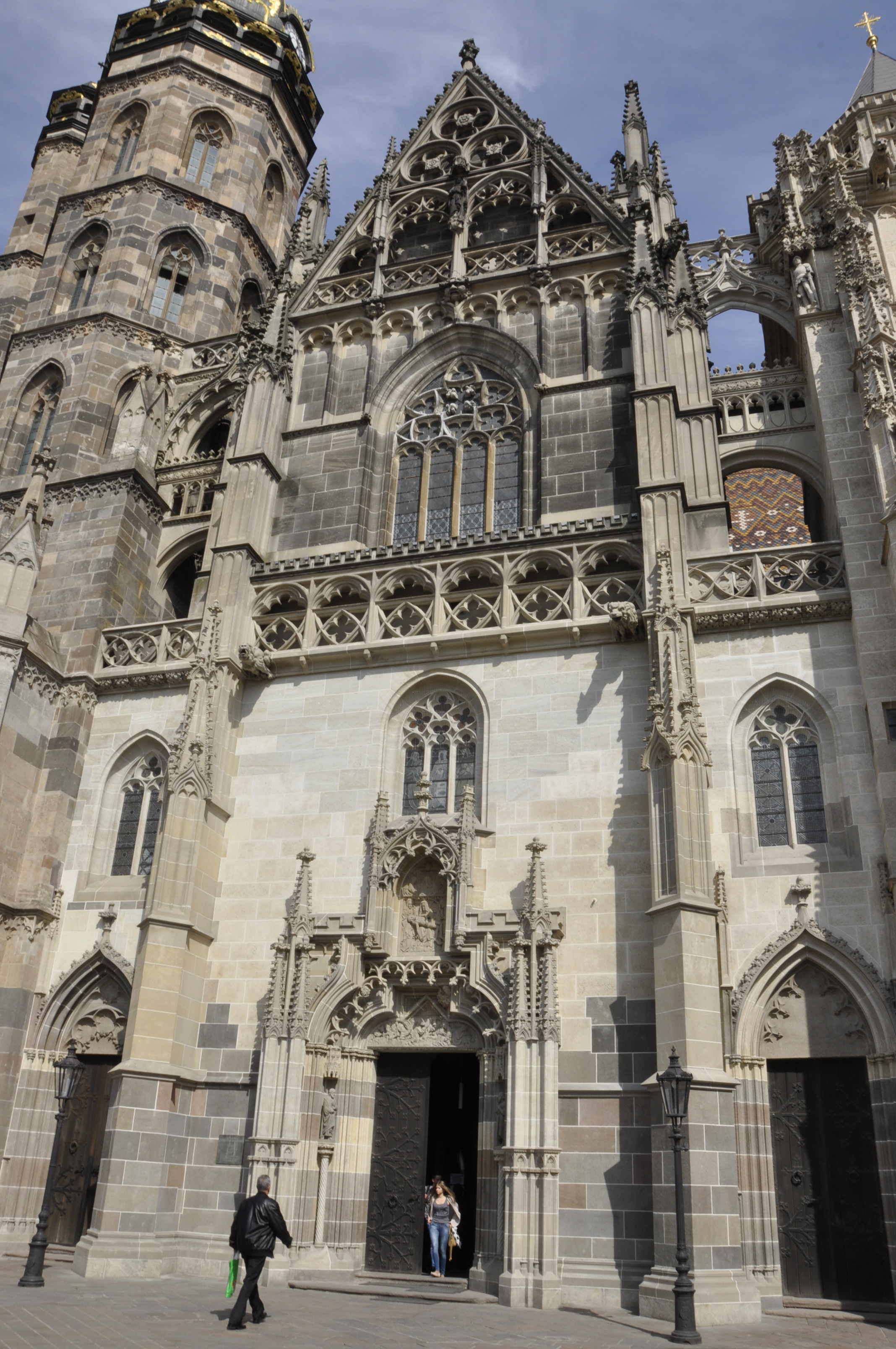
Західний портал
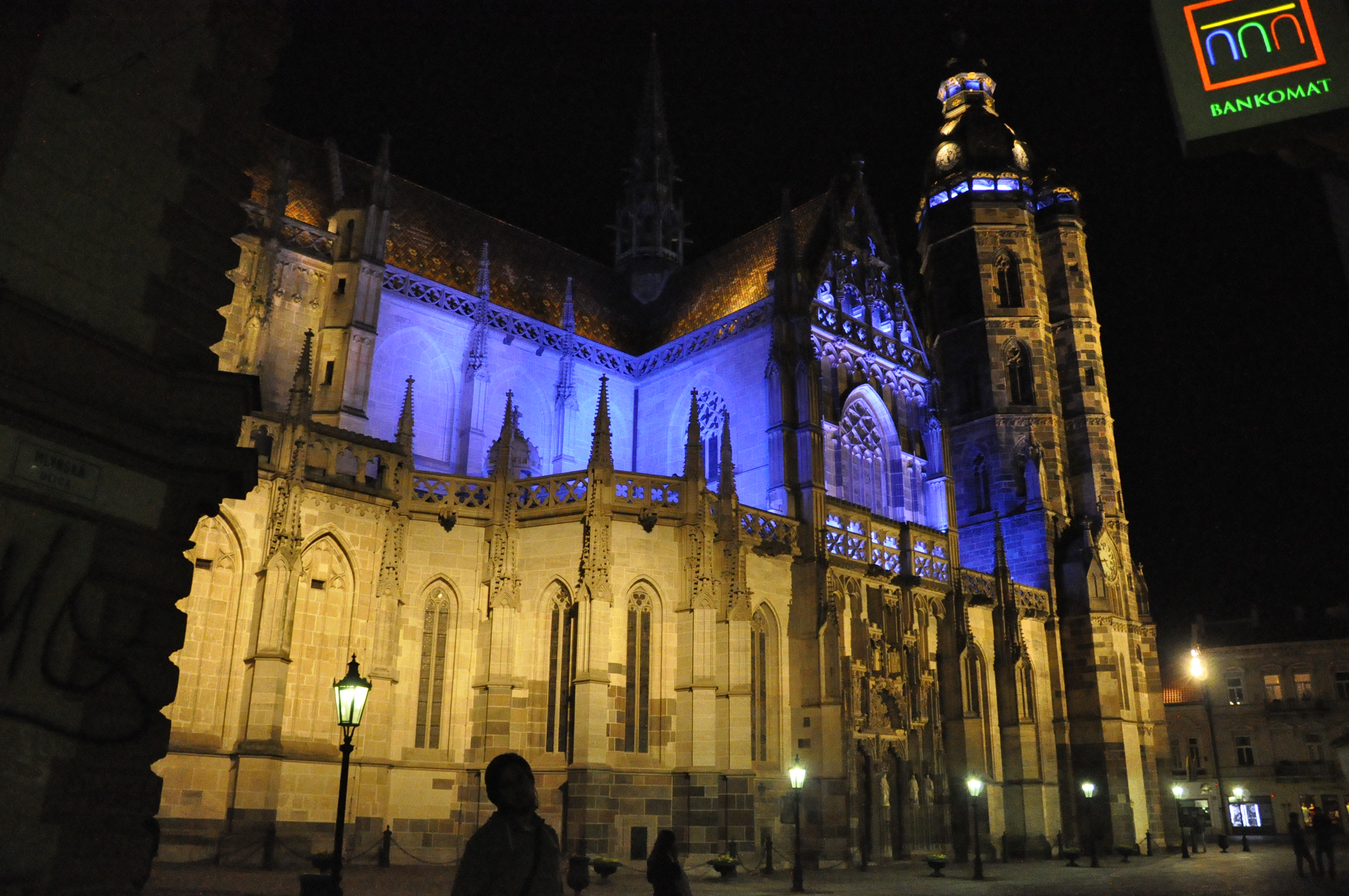
Нічний вид з вулиці Млинська
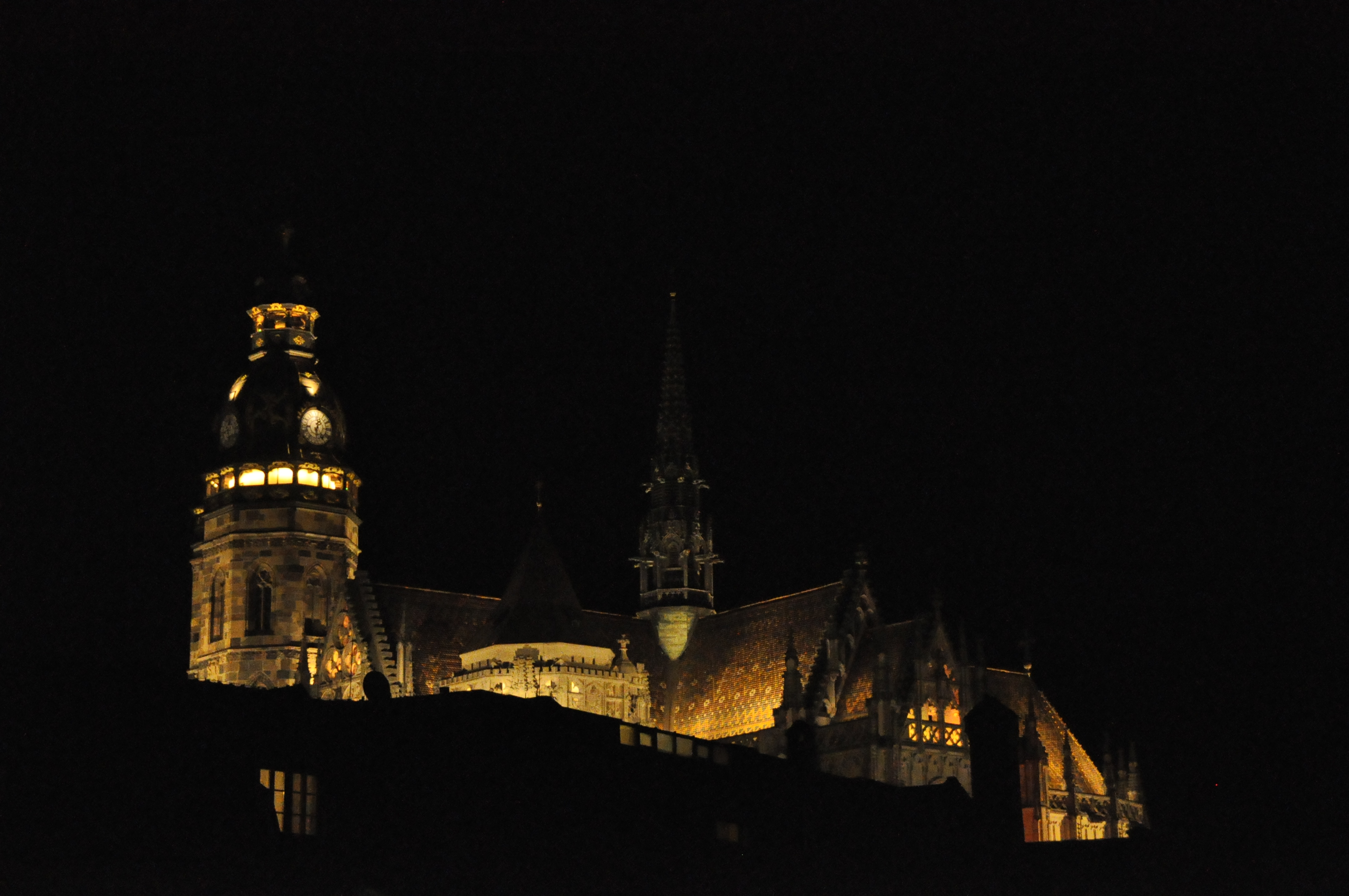
Нічний вид від вулиці Вратни
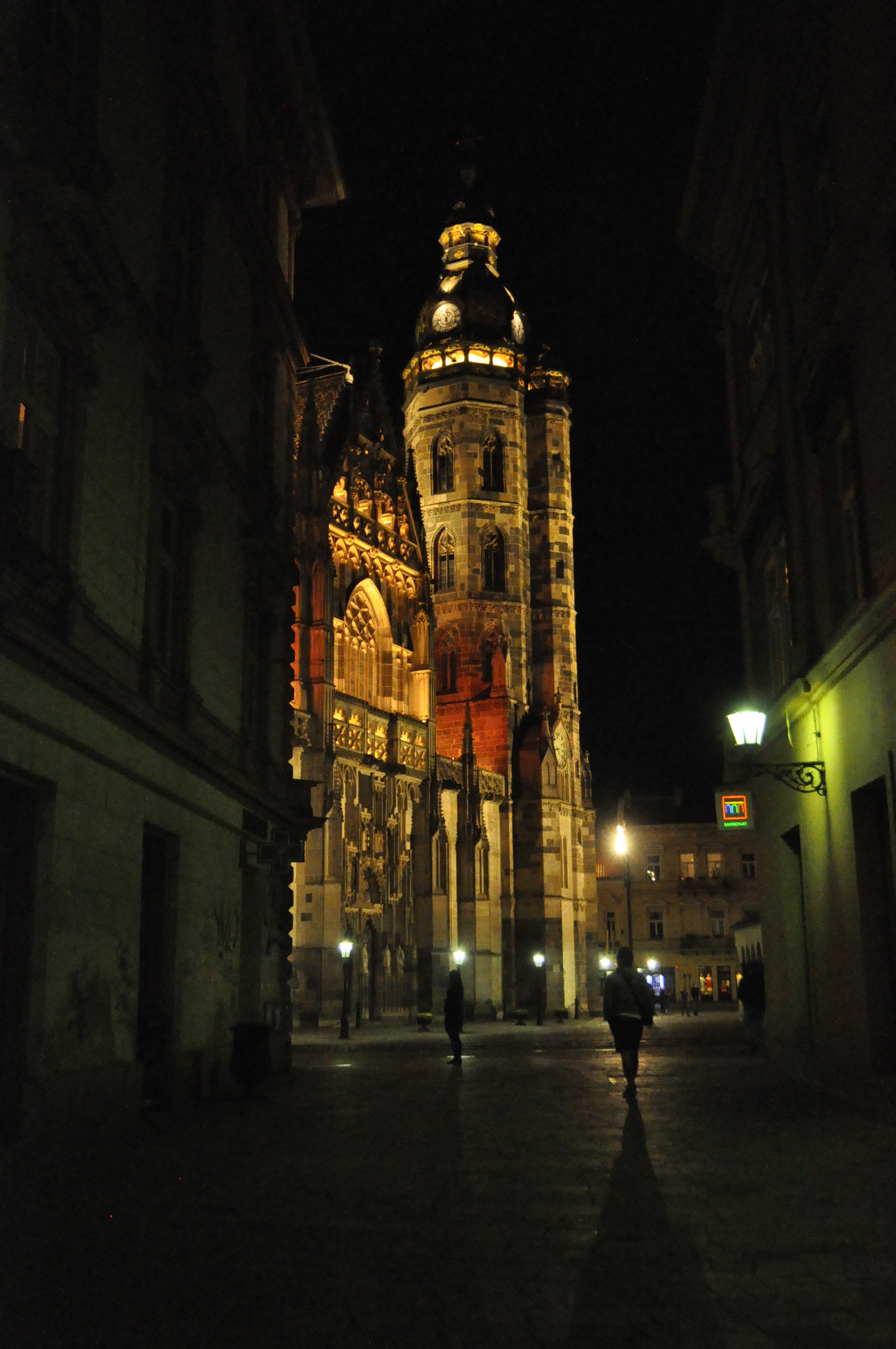
Нічний вид з вулиці Млинська
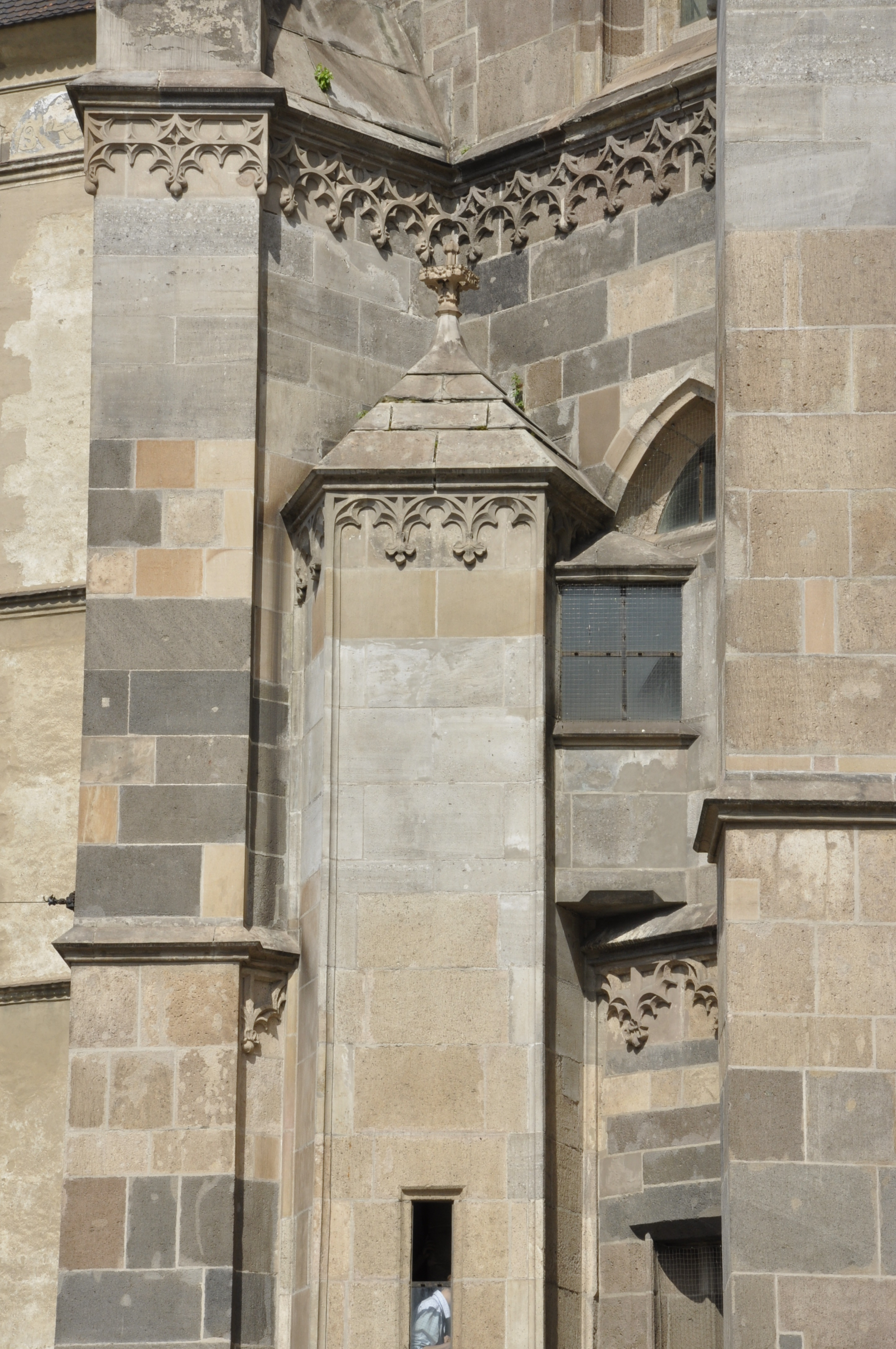
Зовнішній вигляд собору
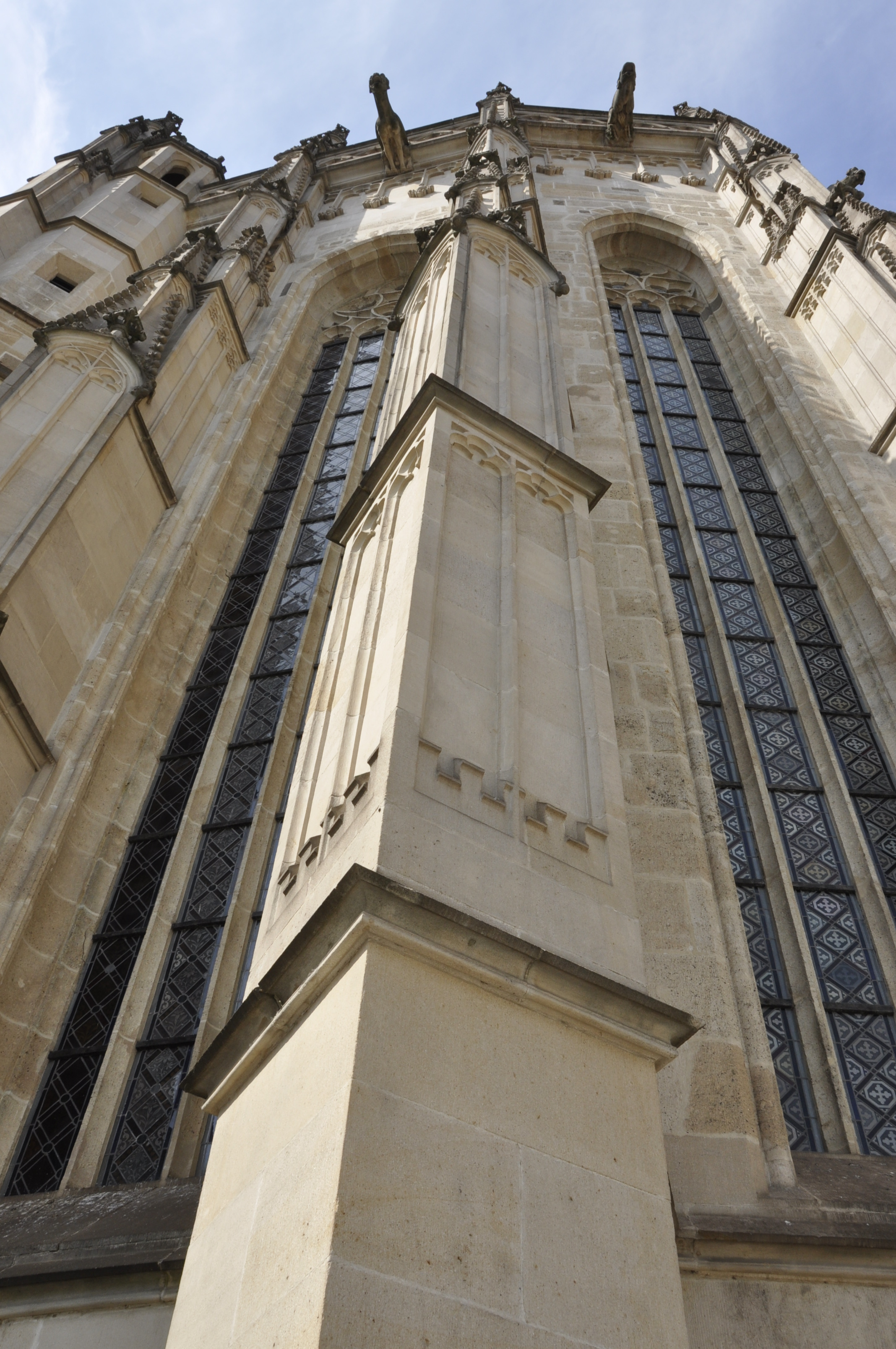
Деталі фасаду
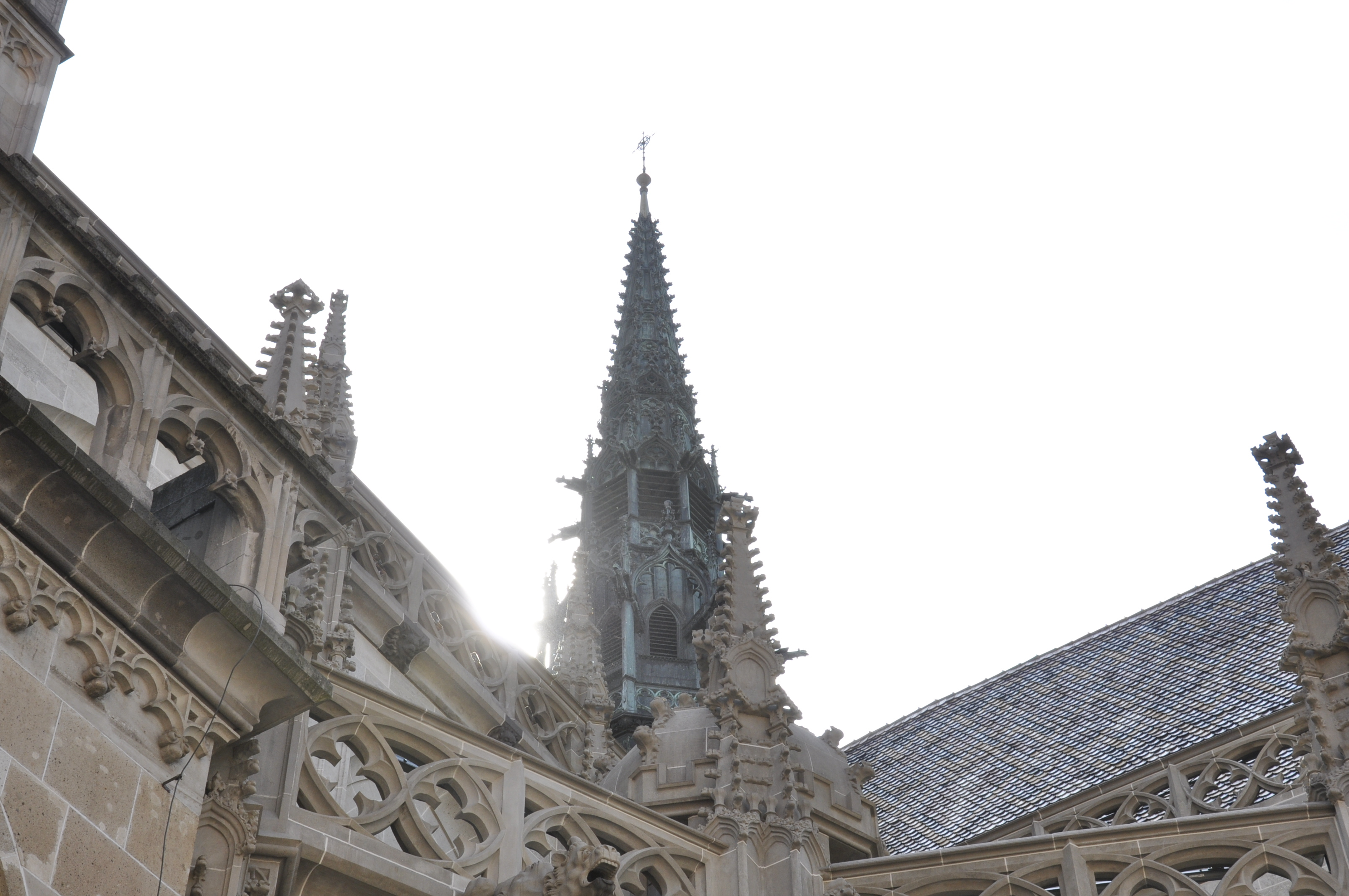
Вежа Маттіаса
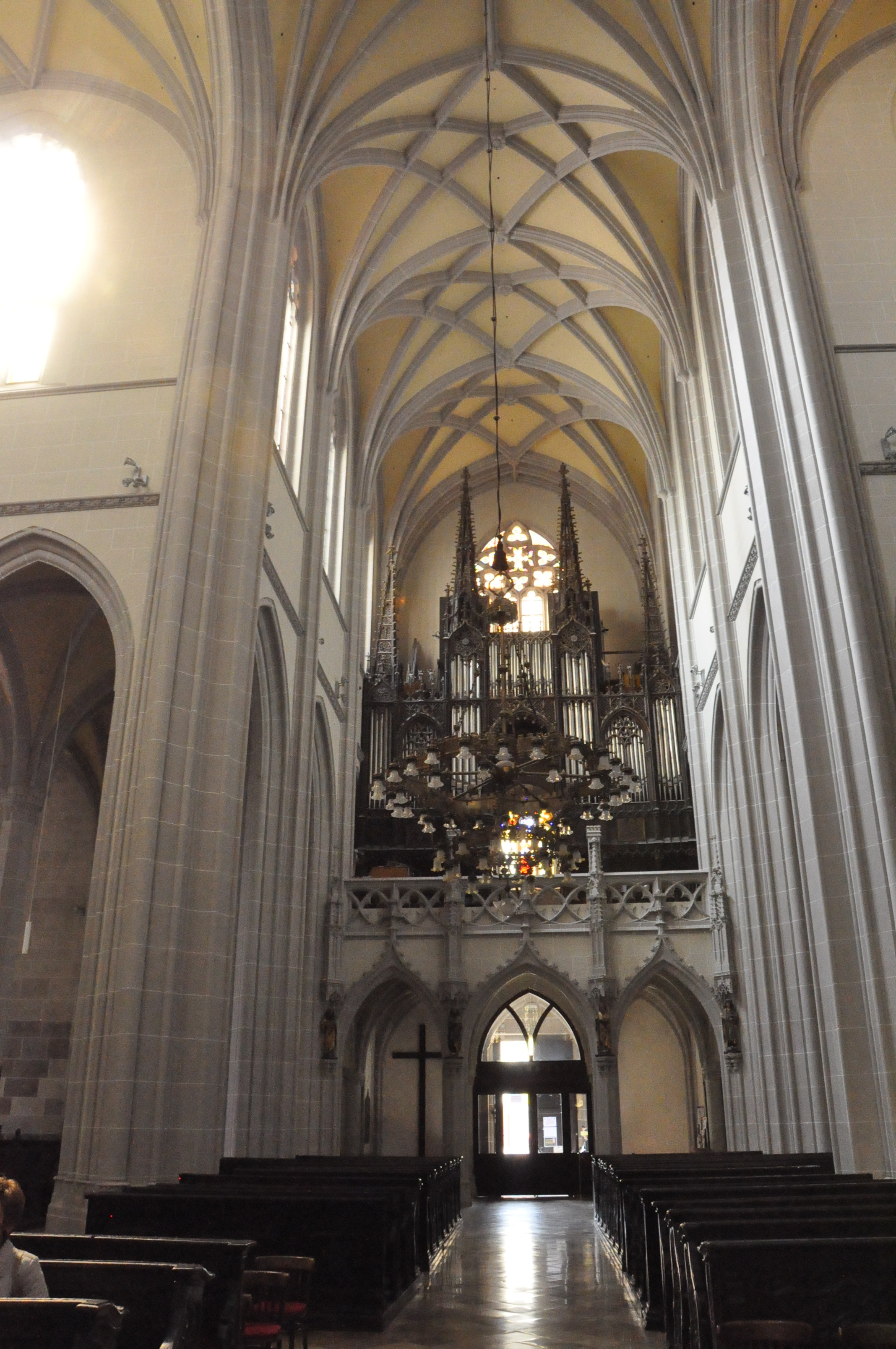
Високий хор
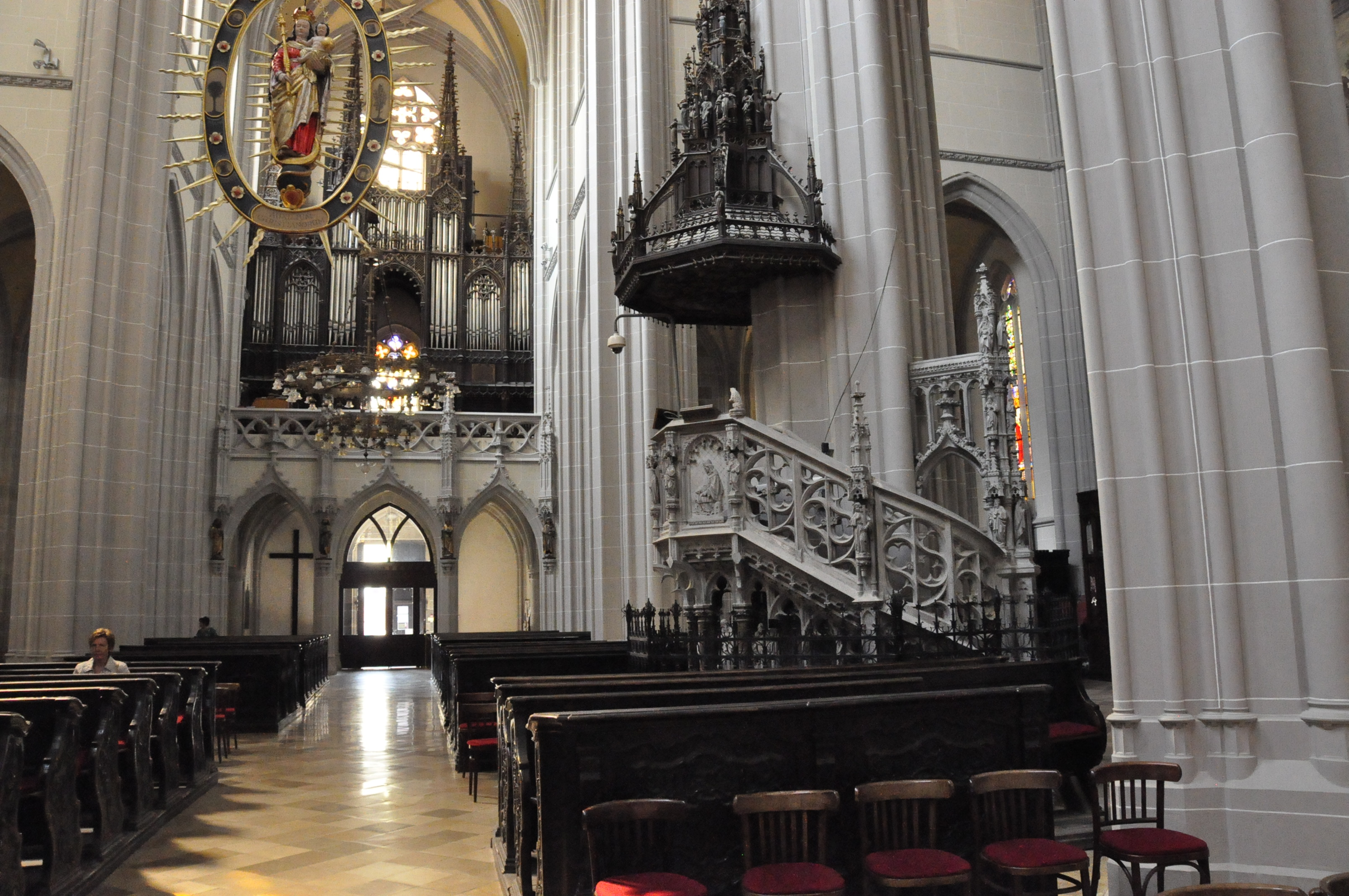
Інтер'єр з головного вівтаря
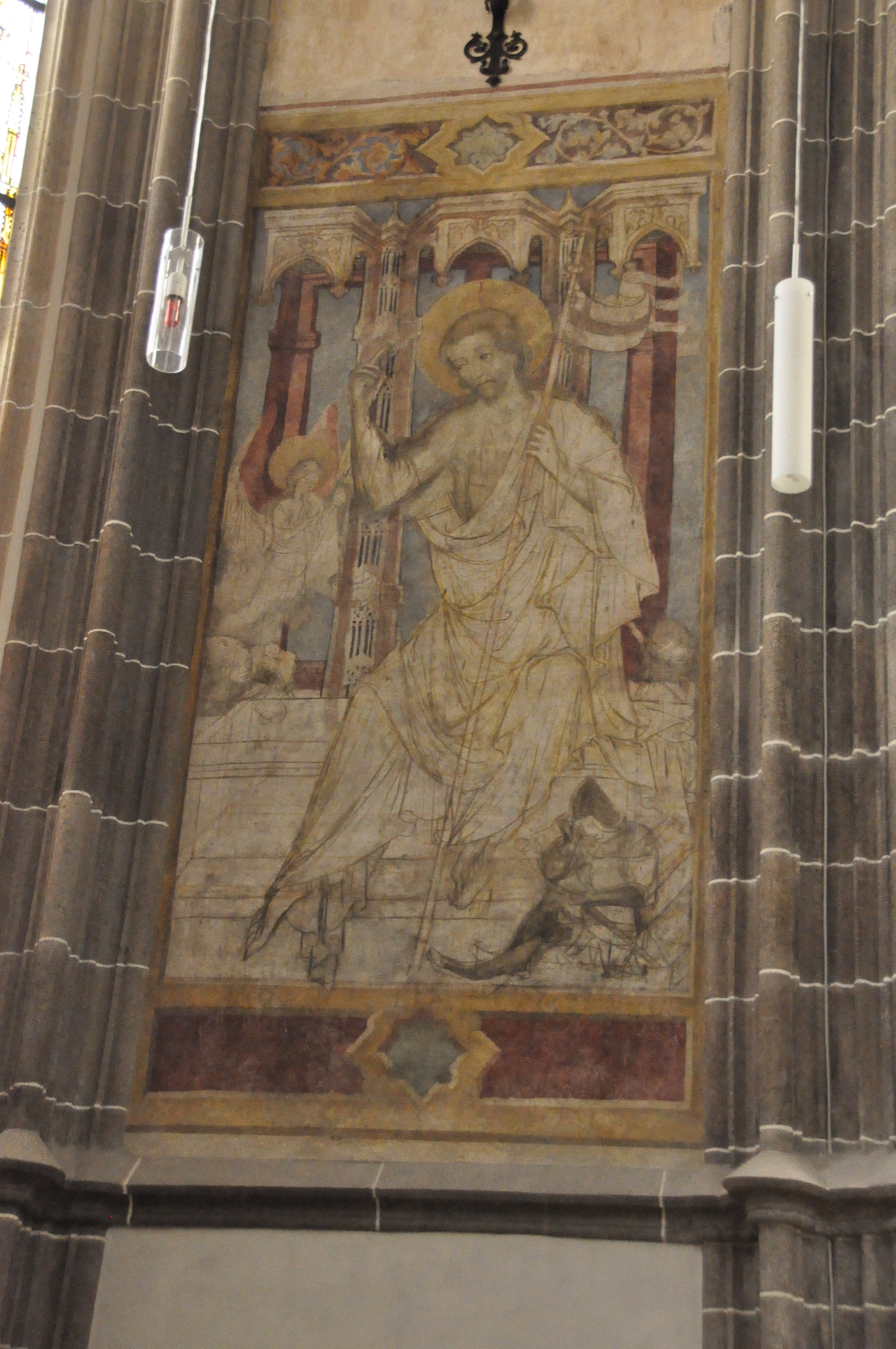
Собор Св. Єлизавети - настінний розпис
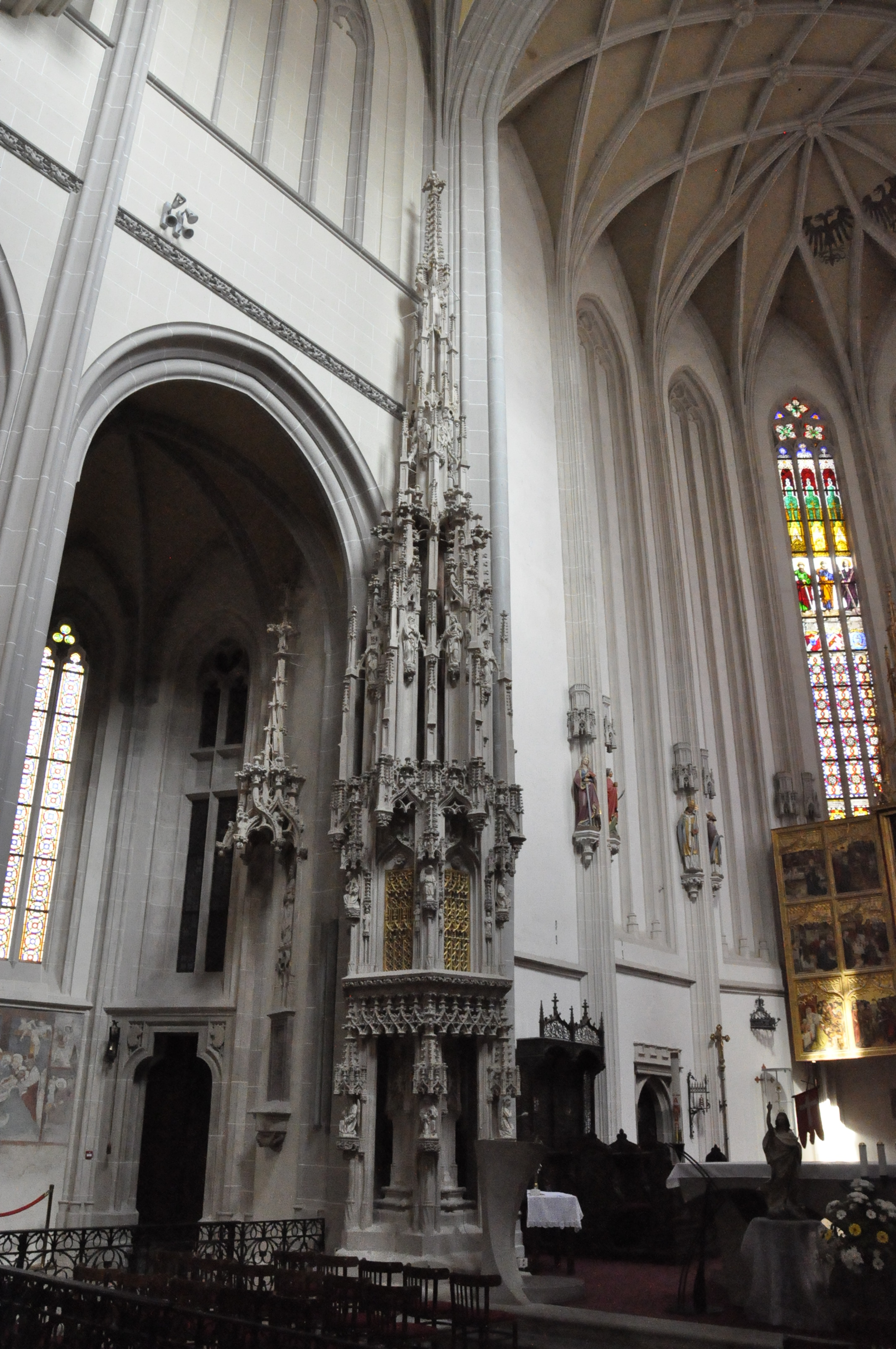
Собор Св. Єлизавети - Пастофорія
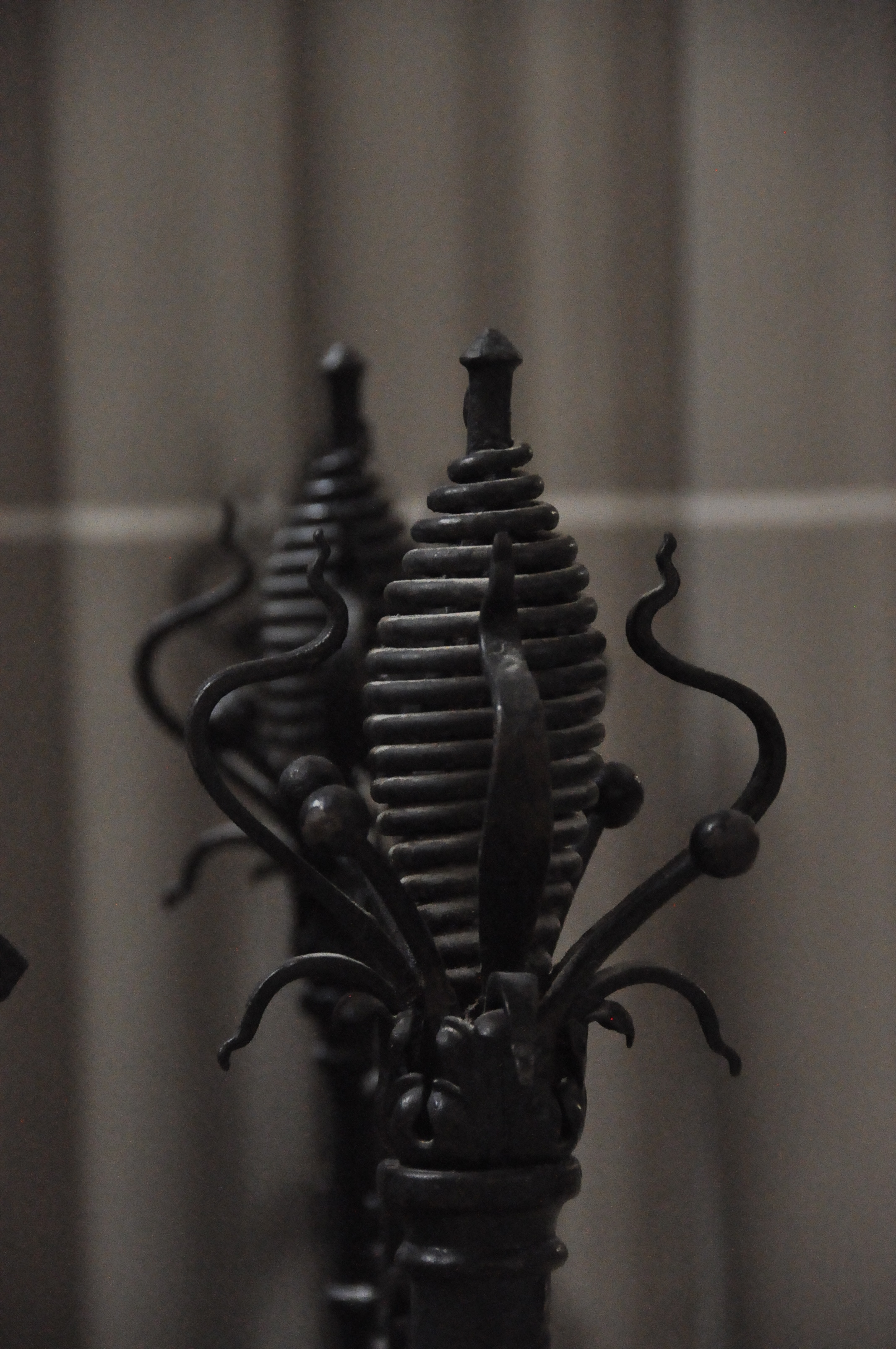
Декоративні деталі
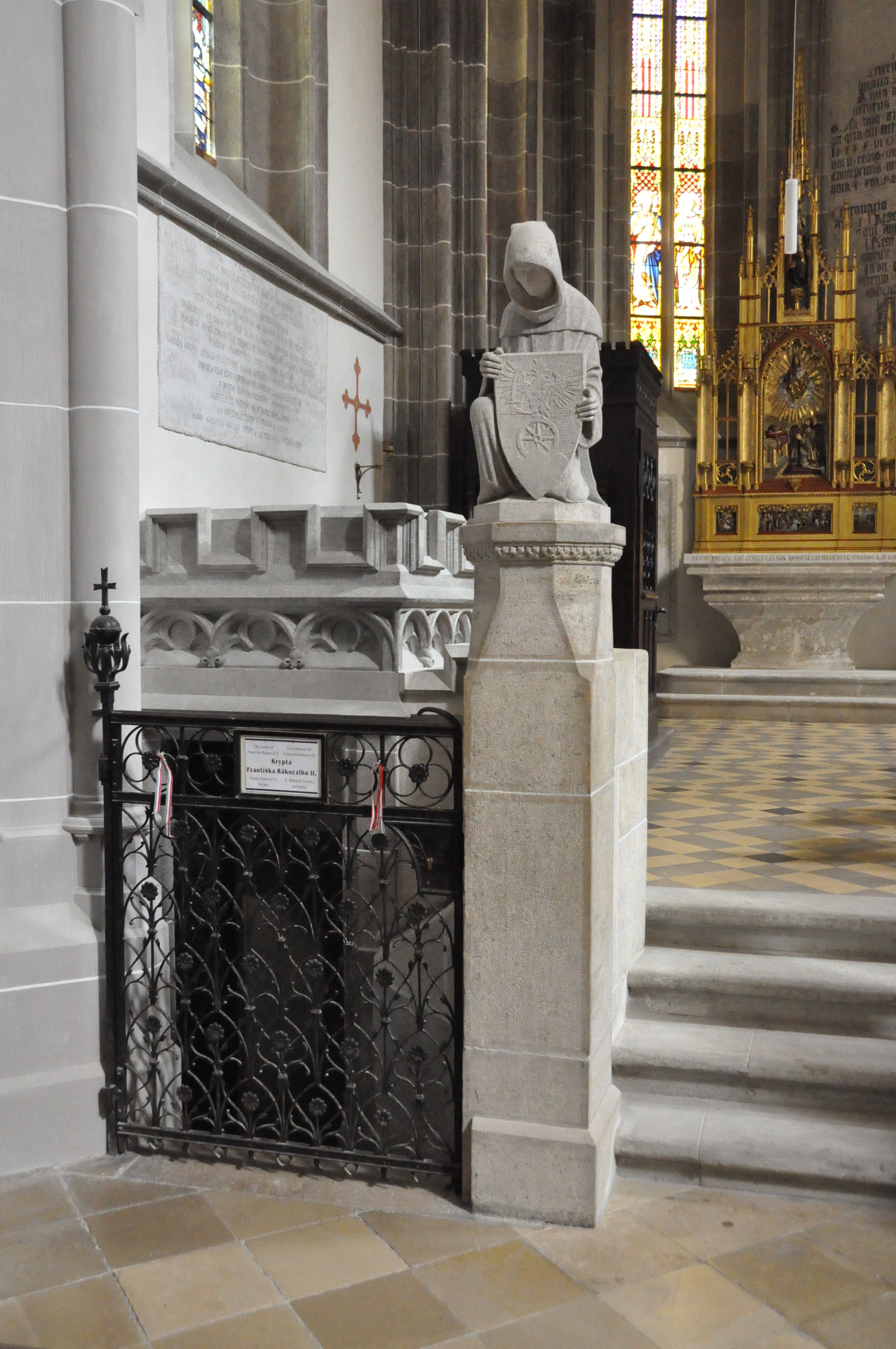
Вхід у склеп Ракоці
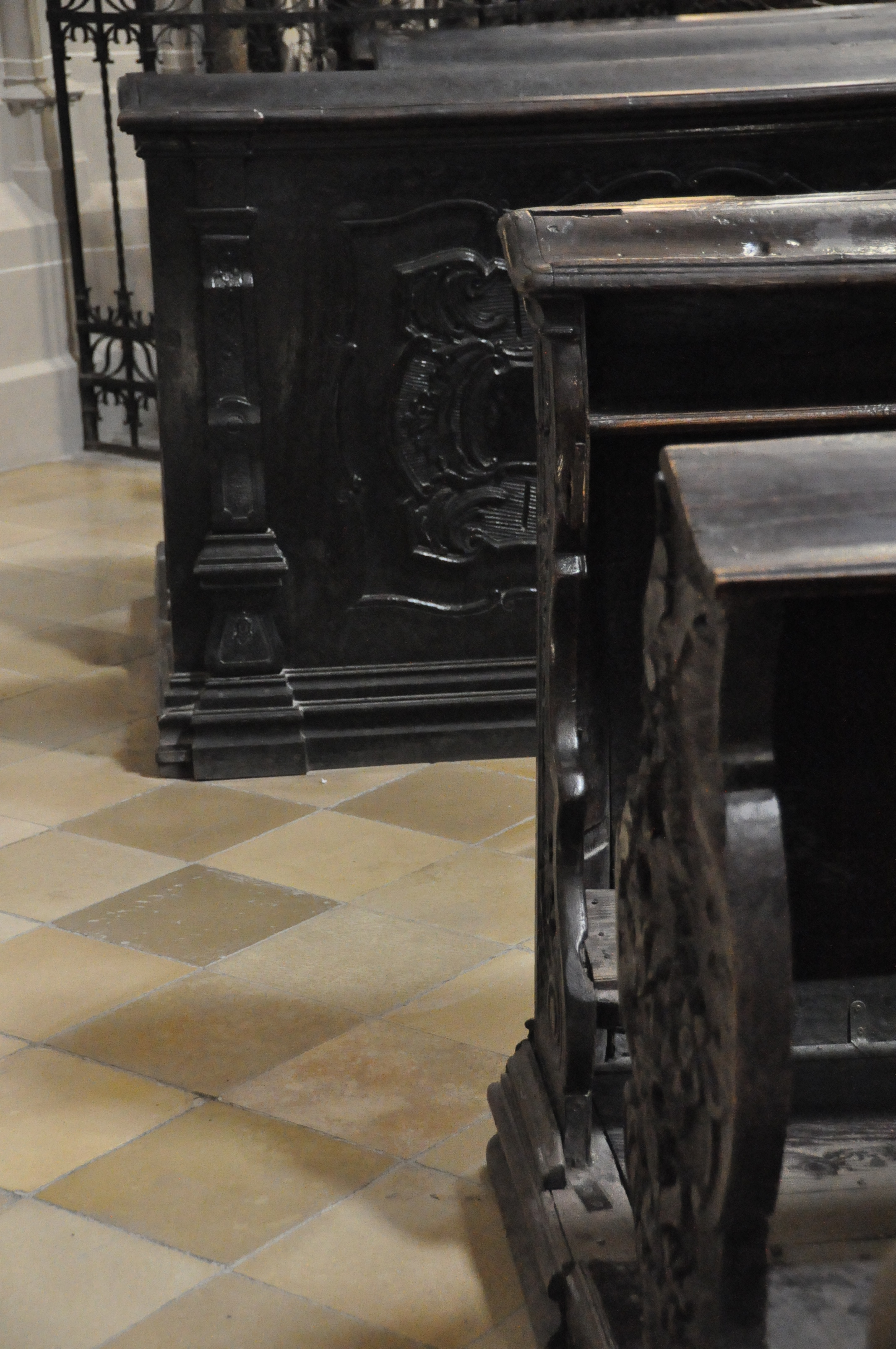
Пьюс
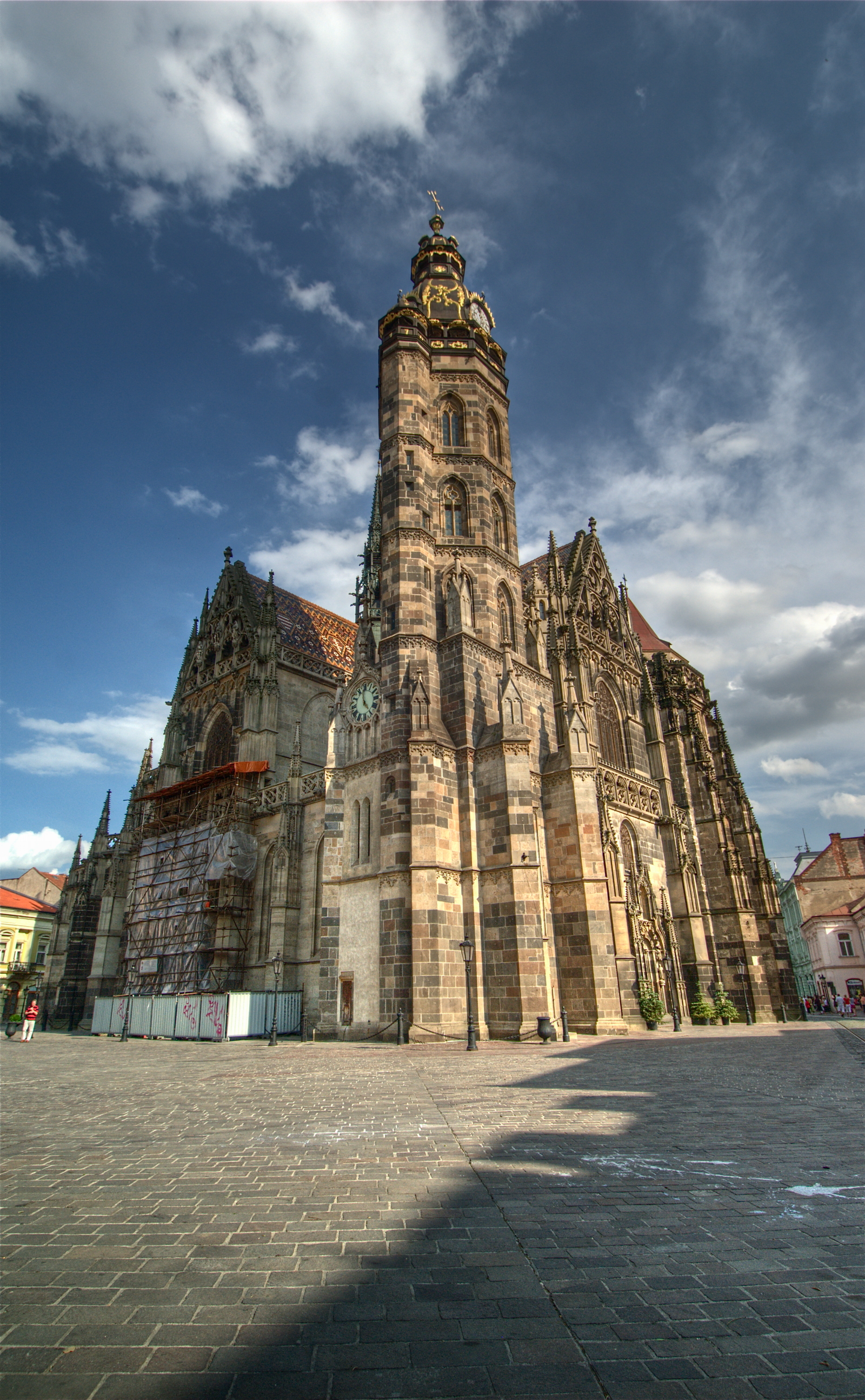
Собор святої Єлизавети Угорської